# César Sempere
César Sempere (26 de maio de 1984) é um jogador de rugby sevens espanhol.

## Carreira
César Sempere integrou o elenco da Seleção Espanhola de Rugbi de Sevens, na Rio 2016, que foi 10º colocada.